# 3,7-dimetilquercetina 4'-O-metiltransferasi
La 3,7-dimetilquercetina 4'-O-metiltransferasi è un enzima appartenente alla classe delle transferasi, che catalizza la seguente reazione:
S-adenosil-L-metionina + 5,3',4'-triidrossi-3,7-dimetossiflavone ⇄ S-adenosil-L-omocisteina + 5,3'-diidrossi-3,7,4'-trimetossiflavone
Anche la 3,7-dimetilquercetagetina può agire come accettore di metili. L'enzima è coinvolto con la quercetina 3-O-metiltransferasi (numero EC 2.1.1.76) e la 3-metilquercetina 7-O-metiltransferasi (numero EC 2.1.1.82) nella metilazione della quercetina a 3,7,4'-trimetilquercetina in Chrysosplenium americanum. Non agisce sui flavoni, sui diidroflavonoli, o sui loro glicosidi.